# NIC-4A
La NIC-4 (Oficialmente 4A) es una autopista nacional catalogada como troncal principal ubicada en Nicaragua. La carretera inicia en el Norte en el paso a Desnivel la Centro América de Carretera a Masaya en Managua hasta finalizar en el Sur en la Rotonda Buena Vista en Masaya. La carretera se divide en dos segmentos, uno en la NIC-4A en Managua, y NIC-4B en Masaya.